# Třída Pulau Fani
Třída Pulau Funi je třída pobřežních minolovek indonéského námořnictva. Celkem byly postaveny dvě jednotky této třídy. Do služby byly přijaty roku 2023. Nahrazují dvojici indonéských minolovek třídy Tripartite.

## Stavba
Minolovky vyvinula a postavila německá loděnice Abeking & Rasmussen v Lemwerderu na základě typu MHV60, představujícího evoluci německé třídy Frankenthal. Dne 29. ledna 2019 loděnice podepsala smlouvu na stavbu dvou minolovek tohoto typu. Slavnostní první řezání oceli proběhlo v 26. listopadu 2020. Mořské zkoušky prototypu Pulau Fani byly zahájeny v lednu 2023. Indonéské námořnictvo dva minolovky převzalo 26. května 2023.
Jednotky třídy Pulau Fani:
| Jméno                   | První řezání oceli | Spuštěna       | Vstup do služby | Poznámky |
| ----------------------- | ------------------ | -------------- | --------------- | -------- |
| KRI Pulau Fani (731)    | 26. listopadu 2020 | 11. října 2022 | 14. srpna 2023  | aktivní  |
| KRI Pulau Fanildo (732) | 26. listopadu 2020 | únor 2023      | 14. srpna 2023  | aktivní  |

## Konstrukce

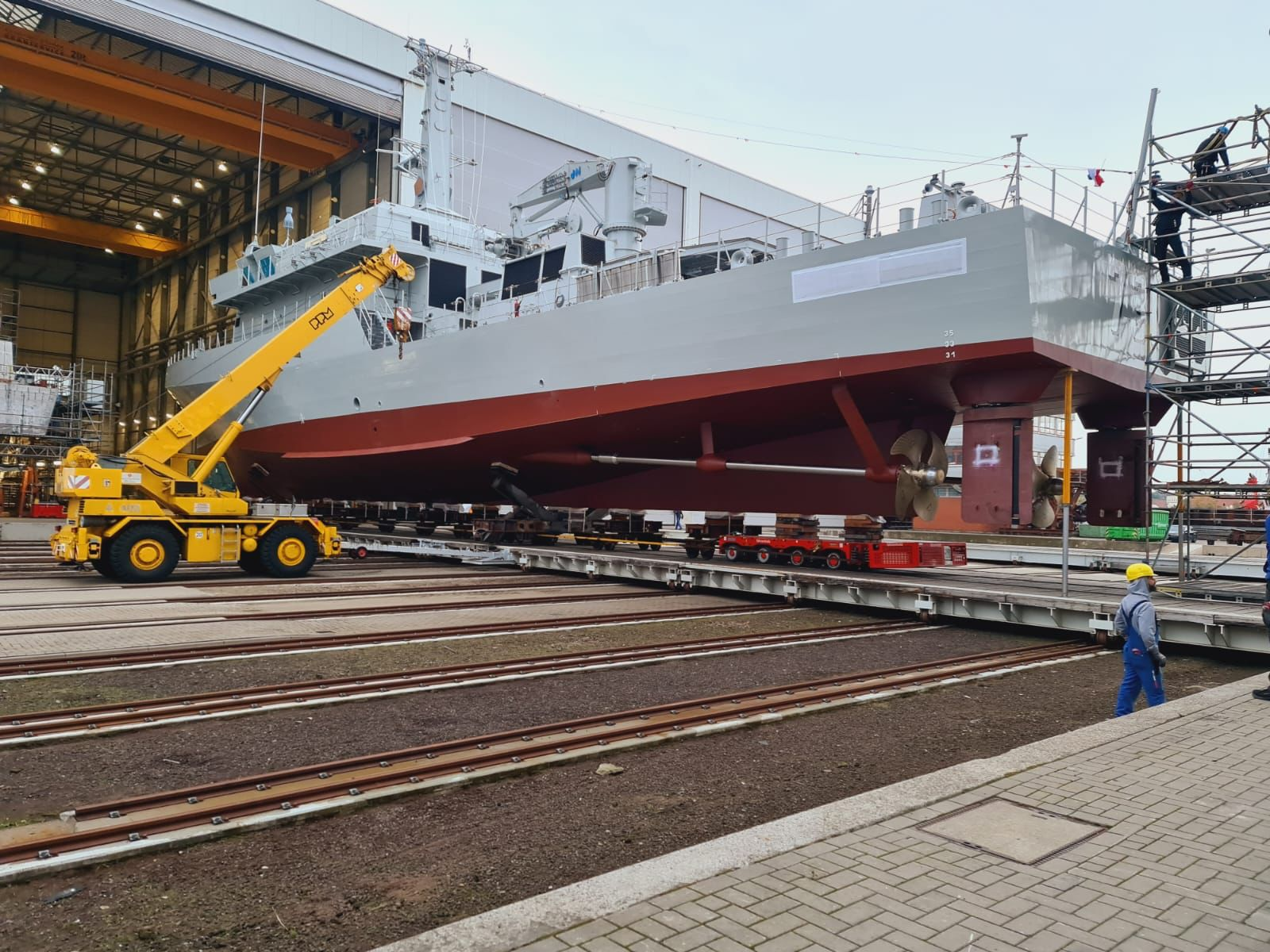
KRI Pulau Fani (731)

Trup plavidel je postaven z nemagnetické oceli. Součástí výbavy je navigační systém Anschütz Synapsis NX, systém velení a řízení Anschütz SYNTACS, sonar pro vyhledávání min a dálkově ovládané prostředky Seafox I, či Seafox C. Výzbroj představuje 20mm kanón Oerlikon KAE ve stabilizované dálkově ovládané zbraňové stanici Oerlikon Searanger 20. Jsou vybavena dvěma čluny RHIB a čtyři záchranné rafty. Plavidlo má hybridní pohonný systém MAN kombinující dva diesely MAN 12V175D-MM, každý o výkonu 2950 hp a elektrický pohonný systém AKA hybrid PTI pro tichý chod během minolovných operací, pohánějící dva lodní šrouby MAN Alpha CPP se poháněcím řídicím systémem Alphatronic 3000. Nejvyšší rychlost dosahuje 18 uzlů.